# Dronero
Dronero är en ort och kommun i provinsen Cuneo i regionen Piemonte i Italien. Kommunen hade 7 018 invånare (2018).